# Pax Ottomana
Pax Ottomana (лат. Османський (оттоманський) мир) — досить тривалий (кінець XV — початок XVIII ст.) період відносної стабільності в межах Османської імперії епохи її розквіту. Походження цієї назви пов'язане з тим, що вперше за довгі століття турки-османи змогли об'єднати та «втихомирити» регіони Балкан і Близького Сходу, які з початку XIII століття переживали невпинні збройні конфлікти (постійні сутички між болгарами, греками, сербами, албанцями, франками і латинянами), що стали наслідком посилення феодальної роздробленості і етно-релігійної ворожнечі.
Протягом трьох століть імперія була найсильнішою у військовому плані державою Європи та Близького Сходу.